# Maejor Ali
Brandon Michael Green, plus connu sous le nom de scène Maejor Ali, est un auteur-compositeur-interprète, producteur et artiste américain, né le 23 juillet 1988, originaire de Détroit, Michigan. Il a écrit et produit des chansons pour de nombreux artistes tels que Trey Songz, Justin Bieber, Austin Mahone, Tinie Tempah, Keri Hilson, LeToya Luckett, Ciara, Sean Kingston, Cody Simpson, Lloyd, Chrisette Michelle, T-Pain, New Boyz, Ne-Yo, Wiz Khalifa, Bun B, Monica, Ginuwine, Plies, Tiësto, Three 6 Mafia, Iggy Azalea, et Asal Hazel.
En plus de produire des chansons pour les campagnes nationales, avec Pepsi ou les Celtics de Boston, Ali compose également des musiques de films pour Bratz, le film en 2007, La Princesse et la Grenouille en 2009 et Think Like a Man en 2012. Maejor Ali reçoit sa première Gold Plaque pour sa production sur l'album Trill de Bun B en 2005 alors qu'il était encore à l'Université du Michigan à Ann Arbor. Il est également nommé aux Grammy Awards, pour son travail sur l'album de Trey Songz en 2010, et l'album de Monica en 2011.

## Carrière musicale
Ali est diplômé de l'Université du Michigan, Ann Arbor en 2008. Juste après la réception de son diplôme, il déménage à Atlanta, et rejoint l'équipe de production de Ne-Yo. Il sort sa première mixtape Upside Down, le 4 août 2010, mettant en avant Keri Hilson, Trey Songz, Drake et T-Pain. Il produit le remix officiel Ride de Ciara avec André 3000 et Ludacris. Ali apparait également sur le single She Got It Made du rappeur américain Plies.
Son single Lights Down Low est utilisée comme bande originale et officielle de la NBA pour les Celtics de Boston. Il produit notamment une campagne de publicité pour la marque Pepsi en 2010 et 2013. En 2012, il a produit deux musiques présentent sur l'album Believe de Justin Bieber et le single Say Somethin d'Austin Mahone. En 2013, il coproduit le single de Justin Bieber, Heartbreaker. En 2013, Maejor Ali réalise son troisième single intitulé Lolly en featuring avec Justin Bieber et Juicy J.

## Discographie

### Singles
| Titre | Année                                           |
| ----- | ----------------------------------------------- |
| 2011  | Trouble (featuring J. Cole)                     |
| 2012  | Lights Down Low (featuring Waka Flocka Flame)   |
| 2013  | Lolly (featuring Justin Bieber and Juicy J)     |
| 2014  | Me & My Team (featuring Trey Songz and Kid Ink) |
| 2015  | Get You Alone (featuring Jeremih)               |

## Filmographie

### Film
| Année | Film                          | Titre de la chanson |
| ----- | ----------------------------- | ------------------- |
| 2012  | Think Like a Man              | Need A Reason       |
| 2009  | La Princesse et la Grenouille | Never Knew I Needed |
| 2007  | Bratz, le film                | It's My Party       |

### Télévision
- Bienvenue à Jersey Shore (2011) : The Tequila Song est diffusée à la finale de la saison, le 24 mars 2011. Écrite et chantée par Janine the Machine.

### Clips vidéo
| Année | Titre                            |
| ----- | -------------------------------- |
| 2010  | Facelifts & Waterfalls           |
| 2010  | Lemme Get That Freestyle         |
| 2010  | July                             |
| 2010  | She Was (A Broken Love Story)    |
| 2011  | Swim Well'                       |
| 2011  | It's On U'                       |
| 2011  | Bout That Life                   |
| 2011  | I'm On One (Piano Remix)         |
| 2011  | Racks (Piano Remix)              |
| 2011  | Impressed                        |
| 2011  | Upside Down (Ninja Bonus Track)  |
| 2011  | Abduction                        |
| 2011  | Upside Down (feat. Jack Johnson) |
| 2011  | The lala Song                    |
| 2011  | Sing A lil Song                  |
| 2011  | Hit Me Up Angel                  |
| 2011  | Still Ballin                     |
| 2011  | Trouble (feat. J.Cole)           |
| 2012  | The Truth                        |
| 2012  | Mesmerized                       |
| 2012  | Lights Down Low                  |
| 2012  | Pillz                            |
| 2013  | Lolly                            |
| 2015  | Get You Alone                    |